# Georg Reitsberger

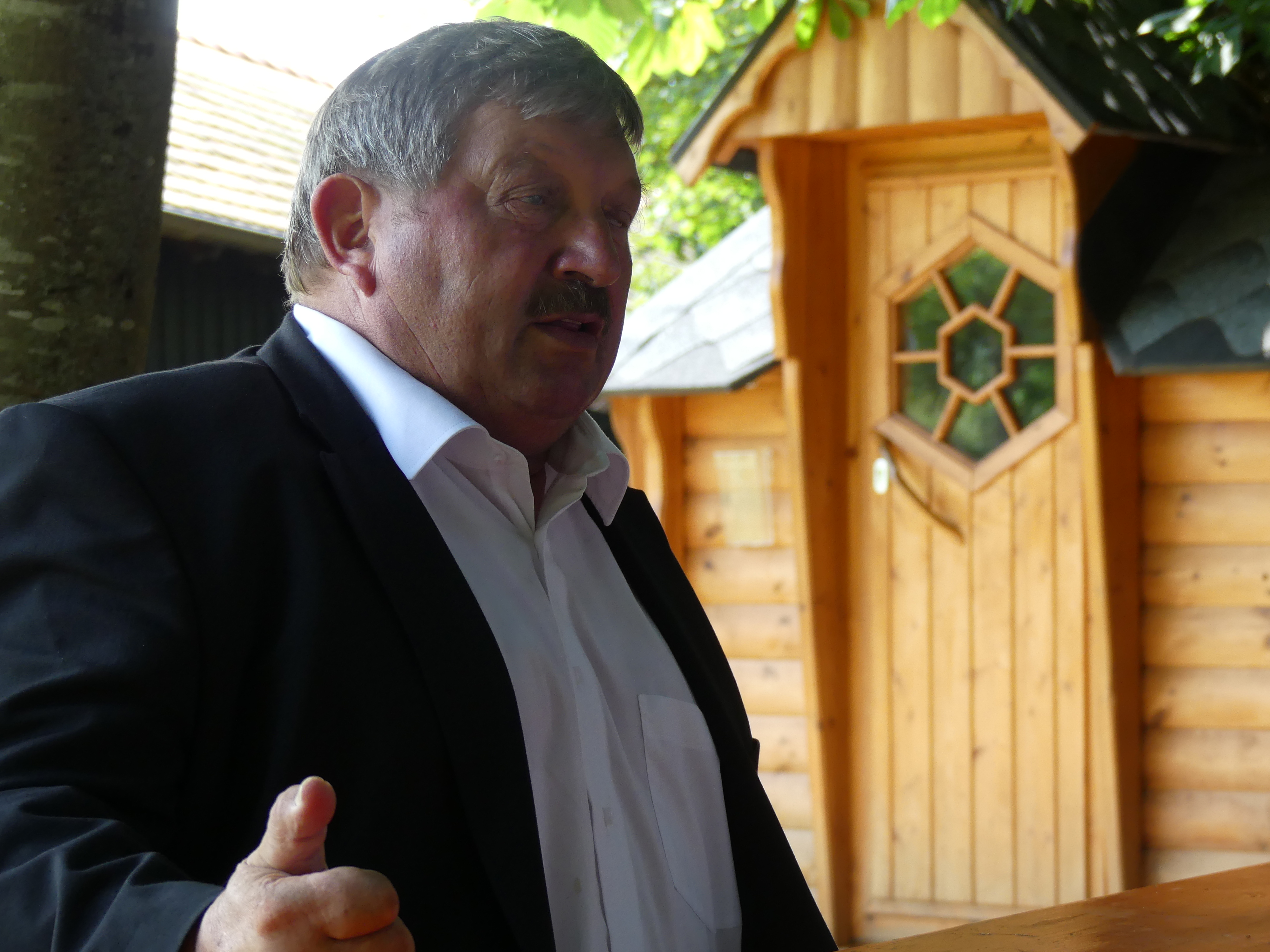
Georg Reitsberger (August 2016)

Georg Reitsberger (* 14. Dezember 1952 in München) ist ein deutscher Landwirt und Kommunalpolitiker (FW).

## Werdegang
Reitsberger wuchs auf dem „Jager Huber“-Hof in Vaterstetten auf, den er 1979 von seinen Eltern übernahm. Vor seiner Wahl zum Bürgermeister engagierte er sich unter anderem ehrenamtlich als 1. Vorsitzender des örtlichen Gartenbauvereins. Später erhielt er den Titel als Ehrenvorsitzender. Seine Leidenschaft ist der Obstbau.
Bei der Kommunalwahl 1990 wurde er für die Überparteiliche Wählergemeinschaft (ÜWG) in den Gemeinderat gewählt und bei den folgenden drei Kommunalwahlen bestätigt. 2001 trat er zu den Freien Wählern über. Nach der Wahl von Robert Niedergesäß zum Landrat kündigte Reitsberger im Frühjahr 2013 seine Kandidatur für dessen Nachfolge im Amt des Bürgermeisters von Vaterstetten an. In der Stichwahl am 6. Oktober 2013 setzte er sich mit 55,76 Prozent der Stimmen gegen Brigitte Littke (CSU) durch. Für das Bürgermeisteramt trat Reitsberger bei der Kommunalwahl 2020 aus Altersgründen nicht mehr an, seine Amtszeit endete zum 30. April 2020. Am 7. Mai 2020 wurde ihm der Ehrentitel „Altbürgermeister“ verliehen.
Reitsberger wurde bei der Wahl in den Ebersberger Kreistag gewählt und wurde dort zum Stellvertreter des Landrats gewählt.